# 小行星1061
小行星1061（1061 Paeonia）是一颗围绕太阳公转的小行星。1925年10月10日，卡爾·威廉·萊茵姆特在海德堡发现了此天体。
該小行星以芍藥命名。
这颗小行星的绝对星等为11.91等。